# Feldkircher Anzeiger
Der Feldkircher Anzeiger ist das Gemeindeblatt für die Stadt Feldkirch/Amt der Stadt Feldkirch. Er erscheint seit 1809.

## Namensgebung
Seit 1866 trägt die Zeitung den Namenszusatz „unabhängige Wochenzeitung mit den amtlichen Verlautbarungen“. Von 1870 bis 1938 trug der Feldkircher Anzeiger den Zusatz „Feldkircher Wochenblatt“. Teilweise wurde auch der Zusatz „unabhängige Wochenzeitung mit den amtlichen Verlautbarungen der Stadt Feldkirch“ geführt. 

## Geschichtliche Fragmente
Herausgeber: Im Impressum scheint Anfang nur Heinrich Graff (Dr., Red., Verl.) auf. Ab Januar 1894 wird auch Karl Haller sowie die Graffsche Buchdruckerei (Dr., Hrsg., Red., zuletzt auch: Eig.) genannt. Bis 1912 erschien der Anzeiger wöchentlich, von 1912 bis 1932 dann zwei- bis dreimal wöchentlich, ab 1933 schließlich an jedem Werktag. Bis 1934 herrschte im Feldkircher Anzeiger ein antiklerikaler Einschlag. Die eigentlich unpolitische Wochenzeitung, wurde 1938 Teil der NS-Presse. 1941 bis 1944 ist der Feldkircher Anzeiger nicht erschienen.
Das Format wurde bis 1888 in 8° gehalten, danach bis 1911 in 4°, sodann in 2°.
Aktueller Verleger ist die RZ Regionalzeitungs-GmbH in Feldkirch, Herausgeber ist Reiner Kolb.
Die Geschäftsführung übernahm 2013 Peter Bertole mit seinem Stellvertreter Mathias Tavernaro.